# Sidi Mohamed Ould Boubacar

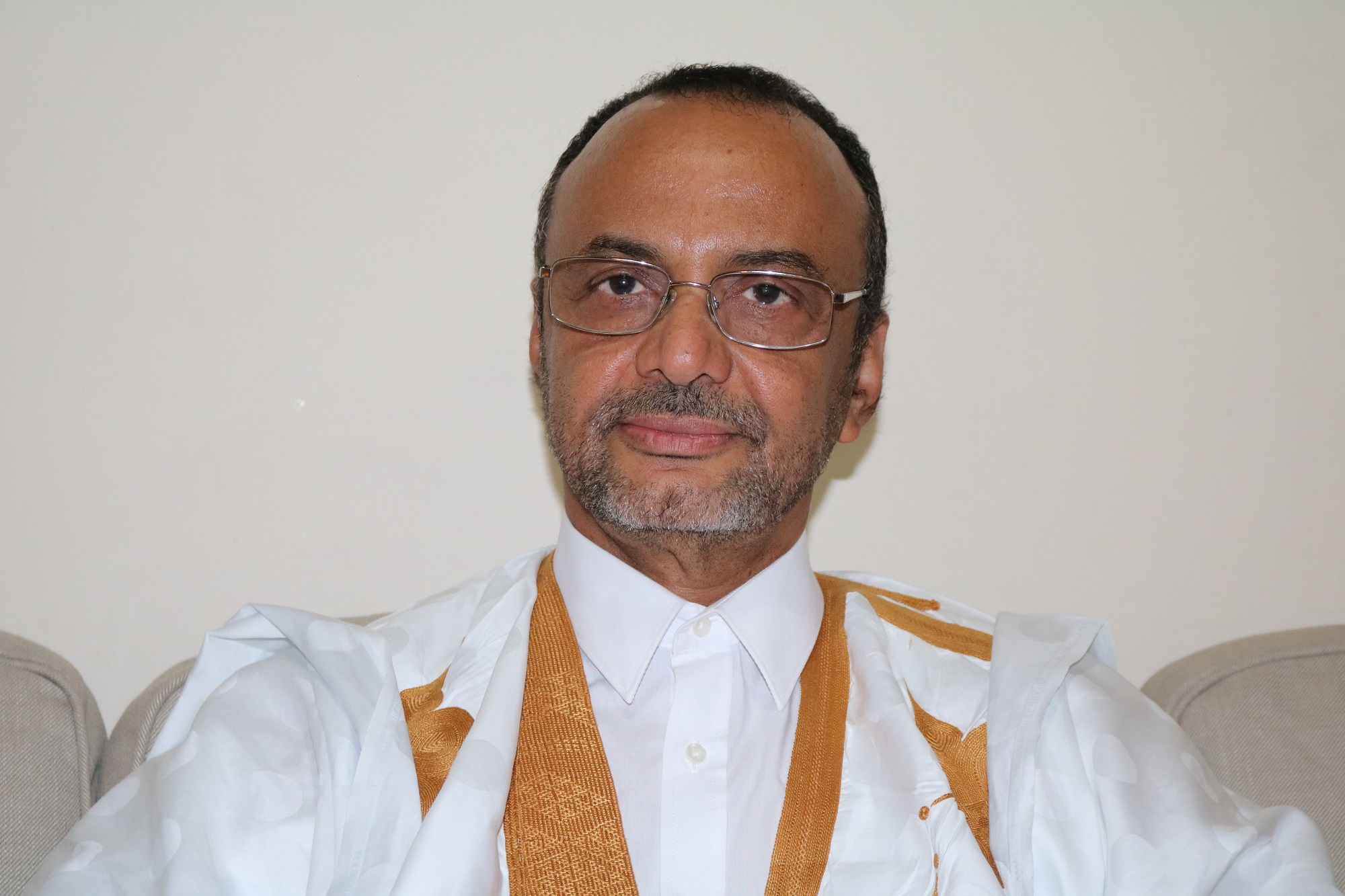
Sidi Mohamed Ould Boubacar

Sidi Mohamed Ould Boubacar (arabisch سيدي محمد ولد بو بكر, DMG Sīdī Muḥammad walad Bū Bakr; * 1945) ist ein mauretanischer Politiker und war vom 7. August 2005 bis zum 20. April 2007 knapp zwei Jahre lang Premierminister von Mauretanien. Sein Nachfolger wurde Zeine Ould Zeidane.

## Leben
Er hatte diesen Posten bereits von 1992 bis 1996 unter Präsident Maaouya Ould Sid’Ahmed Taya inne und war zwischenzeitlich Botschafter seines Landes in Frankreich. Er wurde von Ely Ould Mohamed Vall erneut als Premier eingesetzt, da sein Vorgänger Sghaïr Ould M'Bareck infolge des Militärputsches vom 3. August 2005 zurückgetreten war. Er ist Mitglied der PRDS.
Er nahm an der Präsidentschaftswahl 2019 als Kandidat mehrerer oppositioneller Gruppen teil.
| Personendaten    | Personendaten                                             |
| ---------------- | --------------------------------------------------------- |
| NAME             | Mohamed Ould Boubacar, Sidi                               |
| ALTERNATIVNAMEN  | Muhammad walad Bū Bakr, Sīdī                              |
| KURZBESCHREIBUNG | mauretanischer Politiker, Premierminister von Mauretanien |
| GEBURTSDATUM     | 1945                                                      |